# Патриція Коннаутська
Принцеса Вікторія Патриція Єлена Єлизавета Коннаутська (англ. Princess Victoria Patricia Helena Elizabeth of Connaught), (17 березня 1886 — 12 січня 1974) — уроджена британська принцеса з Саксен-Кобург-Готської династії, донька герцога Коннаутського та Стратгернського Артура та прусської принцеси Луїзи Маргарити. Онука королеви Вікторії. У 1919 році відмовилася від титулів заради шлюбу із капітаном британського флоту Александром Ремзі.
Художниця. Почесний член Королівського інституту художників-акварелістів від 1959 року.

## Біографія

### Дитинство
Народилася 17 березня 1886 року у Букінгемському палаці в Лондоні за часів правління своєї бабусі королеви Вікторії. Була третьою дитиною та другою донькою в родині герцога Коннаутського та Стратгернського Артура та його дружини Луїзи Маргарити Прусської. Мала старшу сестру Маргариту та брата Артура.

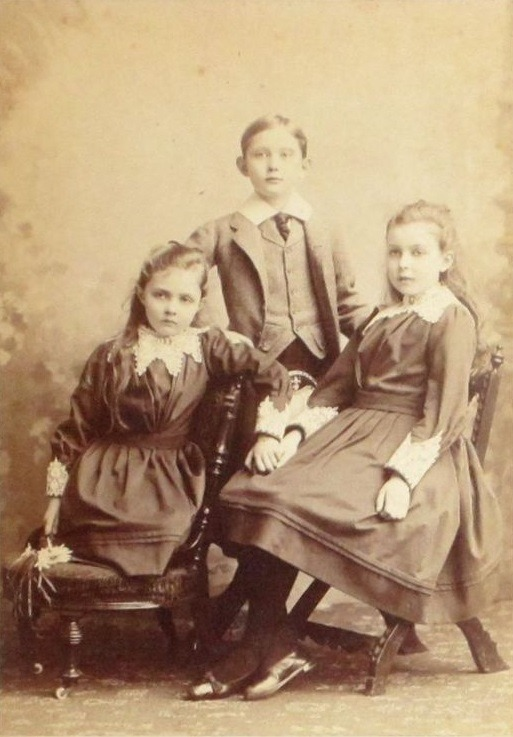
Із братом та сестрою, 1890-ті

Була охрещена 1 травня 1886 року в приватній каплиці Бегшот Парку архієпископом Кентерберійським Арчібальдом Тейтом. Ім'я Вікторія отримала на честь правлячої бабусі, Патриція — на честь Святого Патрика, оскільки народилась в день його вшанування, Єлена — на честь тітки з батьківського боку. Загалом, ім'я Патриція було нечастим у Британії та використовувалося найчастіше у родинах з ірландським корінням. Хрещеними батьками новонародженої стали королева Вікторія, двоюрідний дід Ернст II, герцог Саксен-Кобург-Готи, тітка Єлизавета Анна Пруська та дядько Альбрехт Прусський, тітка Єлена Великобританська та кузен Вільгельм Прусський — кронпринц Німецької імперії.
Родина принца Артура мешкала у Кларенс-гаусі в центрі Лондону, мали також заміський будинок Бегшот Парк в Сурреї. Близькі кликали принцесу  Петсі. 
У 1887—1890 роках дівчинка перебувала з батьками в Індії, де, за відгуками, почала розмовляти англійською, німецькою та хіндустані. 
У липні 1893 року була присутньою на весіллі принца Георга та Марії Текської.
Освіту здобувала вдома за допомогою гувернанток та батьківської бібліотеки. Вивчала географію, історію, математику, мистецтво, танці, музику, французьку та німецьку мови.

### Юність
У січні 1901 року королем Британії став дядько Патриції, Едуард VII.

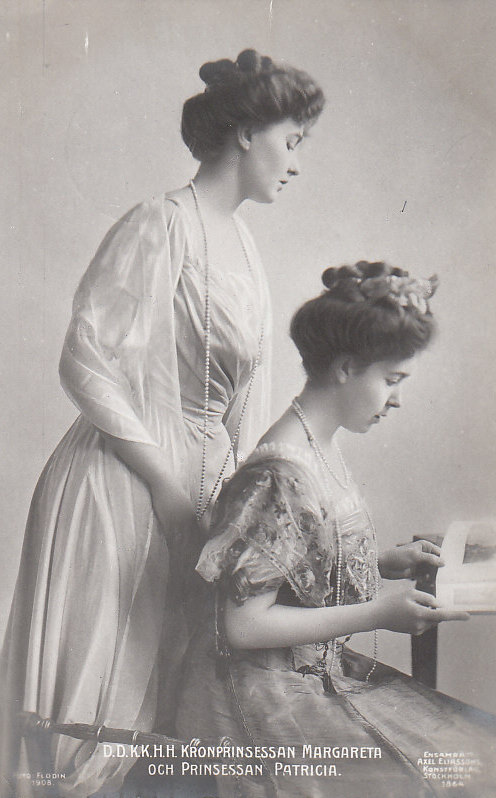
Сестри Коннаутські, 1900-ті

 Він прагнув влаштувати добрі шлюбні партії своїх племінниць, тому у січні 1905 року сестри Коннаутські вирушили до Лісабону. Планувалося, що дівчата певний час проведуть при португальському дворі з перспективою можливого одруження з португальськими інфантами. Передбачалося, що нареченим Патриції може стати принц Мануел. Втім, ідея не реалізувалася, і сестри вирушили у подальшу подорож на кораблі «Ессекс». В Іспанії вони познайомилися з молодим королем Альфонсом XIII, проте той також не виправдав їхніх сподівань. Трохи пізніше, в тому ж році, він обрав за наречену їхню кузину Вікторію Євгенію Баттенберг. Після Середземномор'я, принцеси спустилися по Нілу, відвідали Єгипет та Судан, які фактично були британськими володіннями. В Каїрі на честь сестер був даний бал, на якому вони познайомилися зі спадкоємним принцом Швеції та Норвегії Густавом Адольфом. Зустріч була організована його бабусею, королевою Софією, яка прагла породичатися з британським королівським домом. Оскільки принц був трохи молодший за Маргариту, планувалося, що він може обрати Патрицію, проте він віддав перевагу старшій із сестер. У червні 1905 року відбулося весілля Маргарити та Густава Адольфа.
В числі потенційних наречених Патриції називали також кронпринца Мекленбург-Стреліцу Адольфа Фрідріха і навіть російського великого князя Михайла Олександровича.
Виступала за розширення політичних прав жінок.
У 1911—1916 роках мешкала у Канаді, де її батько Артур Коннаутський обіймав посаду генерал-губернатора. Через поганий стан здоров'я матері, часто супроводжувала батька на офіційних заходах та у поїздках. Багато займалася спортом, віддаючи перевагу верховій їзді, гольфу, хокею на траві, плаванню та зимовим видам спорту. Була дуже популярною серед місцевого населення, яке полюбило її за шарм, природні манери, відсудність старого суворого етикету та активний спосіб життя. Будучи талановитою художницею, надихалася канадськими пейзажами та виставляла свої картини на місцевих художніх виставках. Частина її робіт залишається у канадських колекціях.
Була добровольцем Червоного Хреста в Канаді та Великій Британії під час Першої світової війни. Заснувала Клініку Принцеси Патриції, організовувала благодійні концерти, де виступали канадські та міжнародні музичні таланти.
Після повернення до Великої Британії у 1916 році продовжувала цікавитися долею канадських військових, добровільно працюючи в Клубі кленового листя для канадських вояків у Лондоні та канадському військовому госпіталі в Орпінгтоні.
У Новій Шотландії отримала шлюбну пропозицію від ад'ютанта свого батька, морського офіцера Александра Ремзі. У грудні 1918 року було оголошено про їхні заручини. Повідомлялося, що молоді люди були знайомі з 1908 року.

### Шлюб та подальше життя

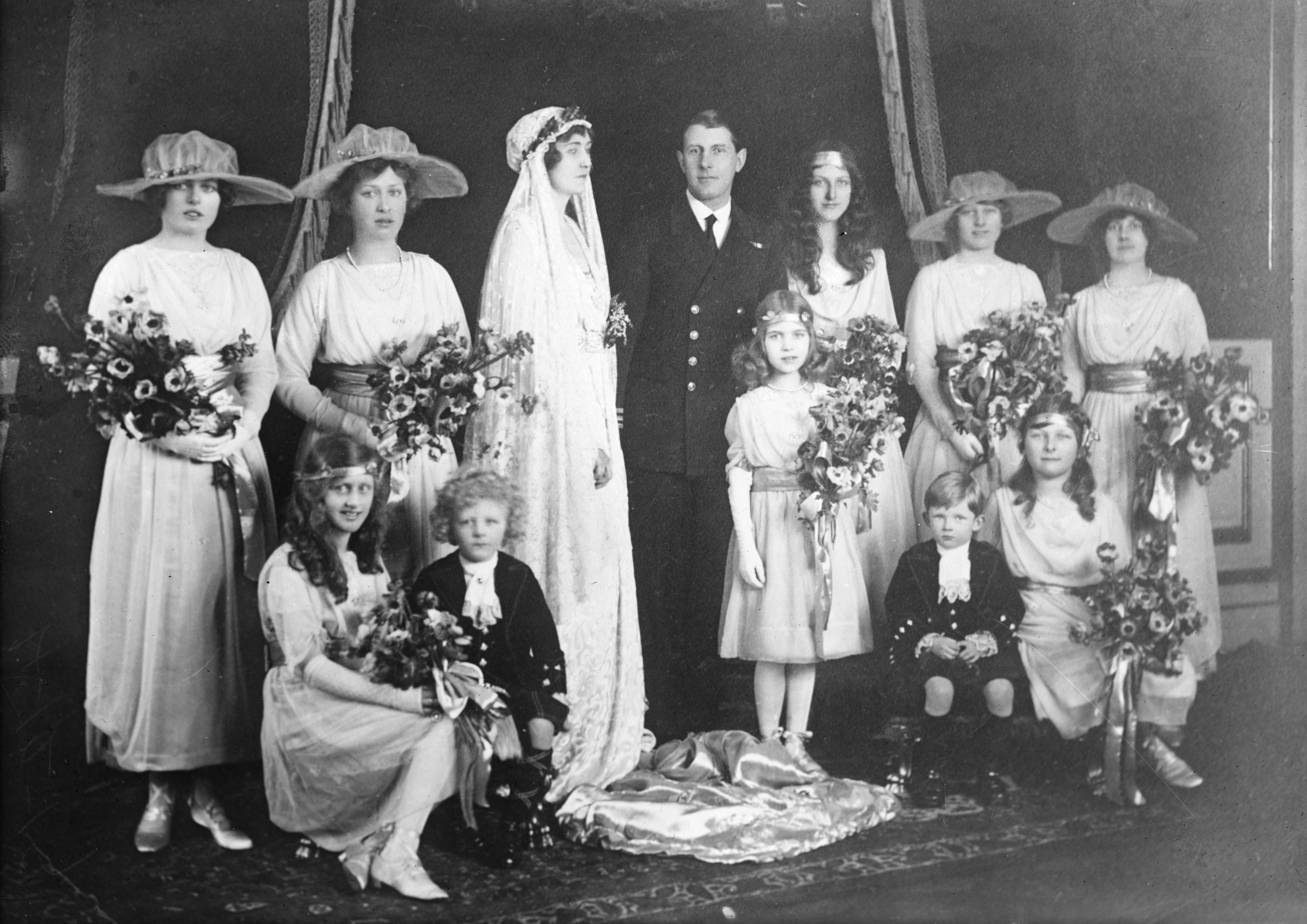
Світлина з весілля Патриції, 27 лютого 1919

У віці 32 років взяла шлюб із 37-річним капітаном британського флоту Александром Ремзі. Церемонія пройшла 27 лютого 1919 у Вестмінстерському абатстві. Це було перше королівське весілля, проведене в абатстві, з часів вінчання Річарда II. Воно ж започаткувало сучасну традицію публічних королівських весіль. Подивитися на молодят вийшли десятки тисяч лондонців.
В кінці того ж року у подружжя народився їхній єдиний син Александр (1919—2000) — був одружений з Флорою Фезер, 21-ю леді Салтун, мав трьох доньок.
У день весілля Патриція відмовилася від титулу принцеси та предикату Королівська високість, ставши натомість леді Ремзі. Втім, продовжила бути членом британської королівської родини та зберегла місце у лінії престолонаслідування, відвідувала всі основні події в життя сімейства, включаючи весілля, похорони та коронації, та брала участь у державних візитах.
Мешкала із сім'єю у Кларенс-гаусі у Вестмінстері. Залишалася плідним художником, вступила до Нового англійського мистецького клубу та стала почесним членом Королівського інституту художників-акварелістів.
У 1942 році отримала у спадок від тітки Луїзи, герцогині Кемпбелл, будинок Рібсден Холт, де і провела решту життя. У вересні 1964 року відвідала з офіційним візитом Едмонтон.
Померла 12 січня 1974 року у королівській резиденції Рібсден Холт у селищі Вінделешем у графстві Суррей. Була похована в королівській усипальниці у Фрогморі.

## Нагороди
- Орден Індійської корони (1911);
- Королівський орден Вікторії й Альберта 1 класу;
- Орден святого Джона (1934);
- Коронаційна медаль Короля Георга VI (1937);
- Коронаційна медаль Королеви Єлизавети II (1953).

## Титули
- 17 березня 1886 — 27 лютого 1919 — Її Королівська Високість Принцеса Патриція Коннаутська;
- 27 лютого 1919 —12 січня 1974 — Леді Патриція Ремзі.